# 張大用
张大用（1500年—？年），字行之，四川顺庆府岳池縣人，民籍。

## 生平
治《礼记》，行一，由府學生中式四川鄉試第四十八名舉人，年二十四歲中式嘉靖二年（1523年）癸未科會試第一百八十九名，第二甲第九十六名進士。授户部主事，管芜湖鈔关。历官陕西按察司佥事、副使，十三年六月以偏頭關斬首五十三級，奪獲甚眾，受賜奖励。

## 家族
曾祖张文林，義官。祖父张瑞，县丞。父张守仁。母马氏。重庆下。弟大福。